# Libeček lékařský
Libeček lékařský (Levisticum officinale) je mohutná rostlina z čeledi miříkovité (Apiaceae), využívaná hlavně v gastronomii.

## Popis
Je 100–200 cm vysoká, celerově aromatická rostlina s tlustým rozvětveným oddenkem a dlouhými kořeny. Lodyhy jsou přímé, tlusté, duté a oblé, se střídavými, k vrcholu vstřícnými až přeslenitými větvemi po třech. Listy jsou střídavé, dolní s řapíkem, nejhořejší přisedlé s blanitě lemovanými pochvami. Květenstvím je okolík z 12 – 20 okolíčků, na tlustých paprscích, s obalem i obalíčky. Květy jsou obojaké, paprsčité, kromě pestíku pětičetné, s volnými obaly. Kalich je nezřetelný. Plodem je žlutohnědá, elipsoidní hladká dvounažka. Kvete v červenci až srpnu. 

## Využití
Pěstuje se na zahrádkách jako koření. Ke gastronomii se využívají všechny její části. Listy jako koření do polévek, omáček, salátů, do pečení. Plody do nakládané zeleniny i některých druhů pečiva. Oddenky lze kandovat.
Působí silně močopudně – je součástí čajových směsí, odstraňuje plynatost a zlepšuje trávení.